# クリストフ・フォン・ヘッセン
クリストフ・フォン・ヘッセン＝カッセル＝ルンペンハイム（ドイツ語: Christoph von Hessen-Kassel-Rumpenheim, 1901年5月14日 - 1943年10月7日）は、ドイツのヘッセン＝カッセル家の公子、軍人。

## 生涯
ヘッセン＝カッセル家の公子フリードリヒ・カールと、ドイツ皇帝ヴィルヘルム2世の妹であるプロイセン王女マルガレーテの間に六男として生まれた。すぐ上の兄リヒャルトとは双子である。1930年12月15日にクロンベルクにおいて、ギリシャ王子アンドレアスの娘ソフィア（ゾフィー）と結婚した。1931年11月3日に国家社会主義ドイツ労働者党（ナチ党、NSDAP）に入党し、同党の69万6176人目の党員となった。ハインリヒ・ヒムラーの側近であり、親衛隊（SS）にも所属している。第二次世界大戦ではドイツ空軍の少佐にまで昇進した。
1943年10月7日、イタリアのアペニン山脈で起きた飛行機事故に巻き込まれて死亡した。遺体は事故発生の2日後に発見された。クリストフの死後、ゾフィーはハノーファー王子ゲオルク・ヴィルヘルムと再婚している。

## 子女
ゾフィーとの間に2男3女を儲けた。
- クリスティーナ・マルガレーテ（英語版）（1933年 - 2011年） - 1956年にユーゴスラビア王子アンドレイと結婚（1962年に離婚）、1962年に詩人ロベルト・ファン・アイク（英語版）（建築家アルド・ファン・アイクの兄）と再婚（1982年に離婚）
- ドロテア・シャルロッテ・カリン（1934年 - 2002年） - 1959年、ヴィンディシュ＝グレーツ侯子フリードリヒと結婚
- カール・アドルフ・アンドレアス（オランダ語版）（1937年 - 2022年）
- ライナー・クリストフ・フリードリヒ（1939年 - ）
- クラリッサ・アリーツェ（1944年 - ） - 1971年、クロード・ジャン・デリアンと結婚（1976年離婚）